# Nazionale maschile di hockey su ghiaccio della Romania
La nazionale di hockey su ghiaccio maschile della Romania (Naționala României de hochei pe gheață) è controllata dalla Federazione di hockey su ghiaccio della Romania, la federazione romena di hockey su ghiaccio, ed è la selezione che rappresenta la Romania nelle competizioni internazionali di questo sport.